# 18840 Йосіоба
18840 Йосіоба (18840 Yoshioba) — астероїд головного поясу, відкритий 8 серпня 1999 року.
Тіссеранів параметр щодо Юпітера — 3,532.
Названо на честь астронома-аматора Йосі Оби (яп. よし・おおば(よし大場) йосі о:ба).